# پیوستگی آوایی (زبان فرانسوی)
پیوستگی آوایی (Liaison) یک مفهوم مهم در زبان فرانسوی است که به تلفظ یک صامت در انتهای یک کلمه اشاره دارد، زمانی که پس از آن کلمه ای با صدای مصوت شروع می‌شود. این پدیده به ایجاد یک جریان روانتر در گفتار کمک می‌کند و یکی از جنبه‌های اساسی آوایی فرانسوی است. درک پیوستگی آوایی می‌تواند به‌طور قابل توجهی مهارت‌های تلفظ و گوش دادن به زبان فرانسوی را بهبود بخشد.
در زبان فرانسه، برخی از صامت‌ها (حرف بی صدا مثل n-m-t) معمولاً در انتهای کلمات بی‌صدا هستند و تلفظ نمی‌شوند، اما وقتی کلمه بعدی با یک مصوت (حرف صدادار مثل o-e-i) شروع می‌شود، این صامت‌ها تلفظ می‌شوند. برای مثال، در عبارت les amis (دوستان)، «s» در «les» معمولاً بی صدا است، اما وقتی پس از amis می‌آید، به صورت صدای -ز- تلفظ می‌شود، /lezami/ می‌شود. این ارتباط بین کلمات باعث می‌شود که زبان روان تر و طبیعی تر به نظر برسد.
دو نوع اصلی پیوستگی آوایی وجود دارد: اجباری و اختیاری. ارتباط اجباری در زمینه‌های دستوری خاص، مانند بعد از اسم‌های جمع و قبل از صدای مصوت رخ می‌دهد. به عنوان مثال، در "vous avez" (شما دارید)، "s" در "vous" تلفظ می‌شود، که منجر به "vouza vez" می‌شود. از سوی دیگر، ارتباط اختیاری می‌تواند در گفتار معمولی‌تر اتفاق بیفتد و اغلب یک موضوع ترجیحی شخصی یا منطقه‌ای است. به عنوان مثال، در "tout est bien" (همه چیز خوب است)، برخی از گویندگان ممکن است انتخاب کنند که "t" را در "tout" تلفظ کنند، در حالی که دیگران ممکن است این مار را نکنند.